# LZW
Lempel-Ziv-Welch, LZW – metoda strumieniowej bezstratnej kompresji słownikowej, będąca modyfikacją metody LZ78.
Pomysłodawcą algorytmu jest Terry A. Welch. Metodę opisał w 1984 roku, w artykule A technique for high-performance data compression opublikowanym w numerze 6. Computer (s. 8–19).
Metoda LZW jest względnie łatwa do zaprogramowania, daje bardzo dobre rezultaty. Wykorzystywana jest m.in. w programach ARC, PAK i UNIX-owym compress, w formacie zapisu grafiki GIF, w formatach PDF i PostScript (filtry kodujące fragmenty dokumentu) oraz w modemach (V.42bis). LZW było przez pewien czas algorytmem objętym patentem, co było przyczyną podjęcia prac nad nowym algorytmem kompresji obrazów, które zaowocowały powstaniem formatu PNG.

## Zmiany w stosunku do LZ78
W pojedynczym kroku kompresji LZ78 wyszukiwane jest w słowniku najdłuższe słowo będące prefiksem niezakodowanych jeszcze danych. Na wyjście wypisywany jest indeks tego słowa oraz pierwszy symbol z wejścia znajdujący się za dopasowaniem. Np. jeśli w słowniku pod indeksem 2 zapisane jest słowo „wiki”, a kodowany jest ciąg „wikipedia”, na wyjście zostanie wypisana para (2, ‘p’); do zakodowania pozostanie jeszcze ciąg „edia”. Jeśliby nie udało się zlokalizować niczego w słowniku, na wyjście wypisywana jest para (0, pierwsza litera) – oznacza to, że w słowniku nie ma jeszcze słowa jednoliterowego równego tej pierwszej literze.
Przewaga LZW nad LZ78 to krótsze wyjście kodera – wypisywany jest wyłącznie indeks słowa. Uzyskano to dzięki pierwszemu etapowi algorytmu, tj. wstępnemu wypełnieniu słownika alfabetem (wszystkimi symbolami, jakie mogą pojawić się w danych), gwarantując w ten sposób, że zawsze uda się znaleźć dopasowanie, przynajmniej jednoliterowe.

## Algorytm kompresji (kodowania)
W pojedynczym kroku algorytmu wyszukiwany jest w słowniku najdłuższy prefiks niezakodowanych jeszcze danych. Na wyjście wypisywany jest wówczas kod związany z tym słowem, zaś do słownika dodawana nowa pozycja: konkatenacja słowa i pierwszej niedopasowanej litery.
Algorytm przebiega następująco:
1. Wypełnij słownik alfabetem źródła informacji.
2. c := pierwszy symbol wejściowy
3. Dopóki są dane na wejściu:
  - Wczytaj znak s.
  - Jeżeli ciąg c + s znajduje się w słowniku, przedłuż ciąg c, tj. c := c + s
  - Jeśli ciągu c + s nie ma w słowniku, wówczas:
    - wypisz kod dla c (c znajduje się w słowniku)
    - dodaj ciąg c + s do słownika
    - przypisz c := s.
4. Na końcu wypisz na wyjście kod związany c.

O efektywności kompresji w dość dużym stopniu decyduje sposób zapisu kodów (liczb).

## Algorytm dekompresji
Algorytm dekompresji jest nieco bardziej złożony, bowiem dekoder musi wykryć przypadki ciągów scscs (które nie znajdują się w słowniku), gdzie ciąg sc jest już w słowniku, a podciąg c jest dowolny, być może także pusty.
1. Wypełnij słownik alfabetem źródła informacji.
2. pk := pierwszy kod skompresowanych danych
3. Wypisz na wyjście ciąg związany z kodem pk, tj. słownik[pk]
4. Dopóki są jeszcze jakieś słowa kodu:
  - Wczytaj kod k
  - pc := słownik[pk] – ciąg skojarzony z poprzednim kodem
  - Jeśli słowo k jest w słowniku, dodaj do słownika ciąg (pc + pierwszy symbol ciągu słownik[k]), a na wyjście wypisz cały ciąg słownik[k].
  - W przeciwnym razie (przypadek scscs) dodaj do słownika ciąg (pc + pierwszy symbol pc) i tenże ciąg wypisz na wyjście.
  - pk := k

## Modyfikacje algorytmu
- LZMW (V. Miller, M. Wegman, 1985) – zamiast dodawać do słownika słowa przedłużone o jedną literę, dodaje się połączenie poprzedniego i bieżącego słowa. Tzn. jeśli we wcześniejszej iteracji np. dopasowano słowo „wiki”, natomiast w bieżącej znaleziono w słowniku prefiks „pedia”, od razu dodawane jest słowo „wikipedia”. W klasycznym LZW najprawdopodobniej (zależy to od danych) w kilku krokach algorytmu dodane do słownika zostałyby „wikip”, następnie „wikipe” itd.
- LZAP (James Storer, 1988) – modyfikacja LZMW, w której oprócz konkatenacji poprzedniego i bieżącego słowa dodaje się konkatenację wszystkich prefiksów bieżącego słowa (skrót AP pochodzi od all prefixes – wszystkie prefiksy). Czyli dla wcześniejszego przykładu zostaną dodane oprócz "wikipedia" także "wikip", "wikipe", "wikiped" oraz "wikipedi". To powoduje szybsze powiększanie słownika, nawet takimi słowami, które mogą nigdy nie pojawić się w kodowanych danych.

## Przykład kompresji
Zostanie zakodowany ciąg składający się z 24 znaków: „abccd_abccd_acd_acd_acd_”.
| poprzedni ciąg (c) | bieżący symbol (s) | c + s | indeks            | słownik                  | komentarz                                      |
| ------------------ | ------------------ | ----- | ----------------- | ------------------------ | ---------------------------------------------- |
|                    |                    |       |                   | 1. a 2. b 3. c 4. d 5. _ | inicjowanie słownika alfabetem                 |
| a                  | b                  | ab    | 1 – indeks ‘a’    | 6. ab                    | do słownika dodawany jest ciąg ‘ab’, c = ‘b’   |
| b                  | c                  | bc    | 2 – indeks ‘b’    | 7. bc                    | do słownika dodawany jest ciąg ‘bc’, c = ‘c’   |
| c                  | c                  | cc    | 3 – indeks ‘c’    | 8. cc                    | do słownika dodawany jest ciąg ‘cc’, c = ‘c’   |
| c                  | d                  | cd    | 3 – indeks ‘c’    | 9. cd                    | do słownika dodawany jest ciąg ‘cd’, c = ‘d’   |
| d                  | _                  | d_    | 4 – indeks ‘d’    | 10. d_                   | do słownika dodawany jest ciąg 'd_', c = '_'   |
| _                  | a                  | _a    | 5 – indeks '_'    | 11. _a                   | do słownika dodawany jest ciąg ‘_a’, c = ‘a’   |
| a                  | b                  | ab    |                   |                          | ‘ab’ istnieje w słowniku                       |
| ab                 | c                  | abc   | 6 – indeks ‘ab’   | 12. abc                  | do słownika dodawany jest ciąg ‘abc’, c = ‘c’  |
| c                  | c                  | cc    |                   |                          | ‘cc’ istnieje w słowniku                       |
| cc                 | d                  | ccd   | 8 – indeks ‘cc’   | 13. ccd                  | do słownika dodawany jest ciąg ‘ccd’, c = ‘d’  |
| d                  | _                  | d_    |                   |                          | 'd_' istnieje w słowniku                       |
| d_                 | a                  | d_a   | 10 – indeks 'd_'  | 14. d_a                  | do słownika dodawany jest ciąg ‘d_a’, c = ‘a’  |
| a                  | c                  | ac    | 1 – indeks ‘a’    | 15. ac                   | do słownika dodawany jest ciąg ‘ac’, c = ‘c’   |
| c                  | d                  | cd    |                   |                          | ‘cd’ istnieje w słowniku                       |
| cd                 | _                  | cd_   | 9 – indeks ‘cd’   | 16. cd_                  | do słownika dodawany jest ciąg 'cd_', c = '_'  |
| _                  | a                  | _a    |                   |                          | ‘_a’ istnieje w słowniku                       |
| _a                 | c                  | _ac   | 11 – indeks ‘_a’  | 17. _ac                  | do słownika dodawany jest ciąg ‘_ac’, c = ‘c’  |
| c                  | d                  | cd    |                   |                          | ‘cd’ istnieje w słowniku                       |
| cd                 | _                  | cd_   |                   |                          | 'cd_' istnieje w słowniku                      |
| cd_                | a                  | cd_a  | 16 – indeks 'cd_' | 18. cd_a                 | do słownika dodawany jest ciąg ‘cd_a’, c = ‘a’ |
| a                  | c                  | ac    |                   |                          | ‘ac’ istnieje w słowniku                       |
| ac                 | d                  | acd   | 15 – indeks ‘ac’  | 19. acd                  | do słownika dodawany jest ciąg ‘acd’, c = ‘d’  |
| d                  | _                  | d_    | 10 – indeks 'd_'  |                          | koniec kodowania                               |

Zakodowane dane składają się z 15 indeksów: 1, 2, 3, 3, 4, 5, 6, 8, 10, 1, 9, 11, 16, 15, 10.
Jeśli przyjąć, że indeksy oraz symbole są zapisane na tej samej liczbie bitów, to współczynnik kompresji wyniesie ok. 37%. Jeśli natomiast przyjąć minimalną liczbę bitów potrzebną do zapisania danych, tj. 3 bity na symbol (w sumie 72 bity), 4 na indeks (w sumie 60 bitów), współczynnik kompresji wyniesie ok. 15%.